# Gouanieae
Gouanieae es una tribu de arbustos perteneciente a la familia Rhamnaceae.

## Géneros
Según NCBI
- Crumenaria - Gouania - Helinus - Pleuranthodes - Reissekia[1]

Otras fuentes
- Alvimiantha - Crumenaria - Gouania - Helinus - Johnstonalia - Reissekia